# Pierre-Marie Gaschy
Pierre-Marie Gaschy, né le 26 juin 1941 à Colmar, est un évêque catholique français, père spiritain, vicaire apostolique des îles Saint-Pierre-et-Miquelon de 2009 à 2018.

## Biographie

### Formation
Pierre-Marie Gaschy a suivi ses études secondaires au collège épiscopal de Zillisheim dans le Haut-Rhin puis à l'école Saint-Florent à Saverne dans le Bas-Rhin.
Il entre au séminaire à Mortain dans la Manche où il effectue son premier cycle puis rejoint le séminaire de Chevilly-Larue. Il prononce ses vœux perpétuels le 14 décembre 1968 dans la Congrégation du Saint-Esprit (Spiritains) avant d'être ordonné prêtre le 6 juillet 1969.

### Prêtre
Il passe la première partie de son ministère sacerdotal en République centrafricaine, où après avoir exercé des charges pastorales en paroisse, il devient vicaire général du diocèse de Bambari de 1981 à 1987.
De retour en France, il occupe différents postes au sein des communautés spiritaines de l'Est de la France. 
En 2006, il devient curé de la paroisse de Fameck en Moselle. 

### Évêque
Il est nommé vicaire apostolique des îles Saint-Pierre-et-Miquelon le 19 juin 2009 avec le titre d'évêque titulaire (ou in partibus) d'Usinaza. Il est consacré le 11 octobre 2009 par Pierre Raffin, évêque de Metz.
De la création du vicariat apostolique à Saint-Pierre et Miquelon en 1970 jusqu'à sa suppression en 2018, la fonction a toujours été occupée par des évêques spiritains d'origine alsacienne.
Le 1er mars 2018, le pape accepte sa démission pour raison d'âge et supprime le vicariat apostolique de Saint-Pierre et Miquelon, dont le territoire est rattaché au diocèse de La Rochelle.

## Distinction
- Chevalier de la Légion d'honneur (décret du 3 avril 2015)[4].